# Zsigóné Kati
Zsigóné Kati (Zsigó Józsefné) (Kecskemét, 1953. június 16. – ) népi iparművész, tojásdíszítő mester.
Dubajban 2009-ben a világ öt legjobb tojásdíszítője közé választották, Európában pedig a legjobbnak.

## Élete
Édesapja gazdálkodó volt, aki kosárkészítéssel is foglalkozott. Julianna (akit édesapja csak Katinak hívott) hároméves volt mikor szülei elváltak, édesapja durvasága és alkoholizmusa miatt. Édesanyja egy keresetből, nagy szegénységben, egyedül nevelte egyetlen gyermekét, akinek már 14 évesen dolgoznia kellett, mert édesanyja a helyi katolikus gimnáziumban takarításért kapott szerény keresetéből csak nagyon nehezen tudtak megélni.
Kati az iskola elvégzése után először bolti eladóként, majd áruházvezetőként dolgozott.
1977. május 7-én kötött házasságot Zsigó Józseffel, 1978. július 9-én megszületett lányuk Katalin, 2013. január 3-án pedig Panna unokájuk.

## Munkássága
Művészetem a gyökerek szeretetéből fakad, és ma a családom, a környezetem szeretetéből táplálkozik. A népművészettel való együttélés éppúgy lételeme életemnek, mint a nevetés.
Művészete férje biztatására bontakozott ki, mai napig ő a legfőbb támogatója, inspirálója. 
Lányuk születése után szerette volna kidíszíteni egyik szobájuk falát és ehhez pingáló asszonyokat akart hívatni. Férje javaslatára, hogy fesse ki ő, kezdett komolyabban rajzolni. A ma is űzött nyolc művészeti ágból, az első a falpingálás volt (első zsűrizett alkotása is ezek közül került ki), ezután jött a falicsempe, majd bútorfestés, olajképek (lovas, őshonos állatokat ábrázoló, táj- és szentképek), rozettás mennyezet, bútor és edényfestés (ez utóbbit karcolja is), valamint ruhákat, terítőket, mellényeket hímez, mintát rajzol és riseliőzi.
Utoljára az üvegfestéssel kezdett foglalkozni (ikonokkal díszítve is), melynél az első alkotása saját kiállításának vitrines szekrényük üvege volt, de ami igazán közel áll hozzá és legjobban szereti, az a tojásdíszítés. A falpingálás, magyaros motívumait, virágait, színeit megszeretve határozta el, hogy a tojásdíszítéssel komolyabban szeretne foglalkozni. Azóta is tanítja, terjeszti a Magyar Népművészetet.
Közel 300 fajta tojásdíszítést, több mint húszféle technikával készít.
Vannak festett, karcolt, vésett, viaszolt, csipkézett, metszett, rátétes, mosott, patkolt, faragott, maratott, gobelin stb. technikával készített tojásai. Egy tojáson többféle technikát is alkalmaz.
Elsősorban tyúk-, liba-, kacsa-, strucc-, emu-, nandu-, illetve papagájtojással dolgozik.
Festett egy-, és kétméteres tojást is, valamint patkolt tojást ezüsttel és arannyal is.
Leonardo da Vinci Utolsó vacsoráját is megörökítette tojáson.
Saját kezűleg rajzolt motívumgyűjteményében közel 3500 tojásfestő- és egyéb népi minta található.

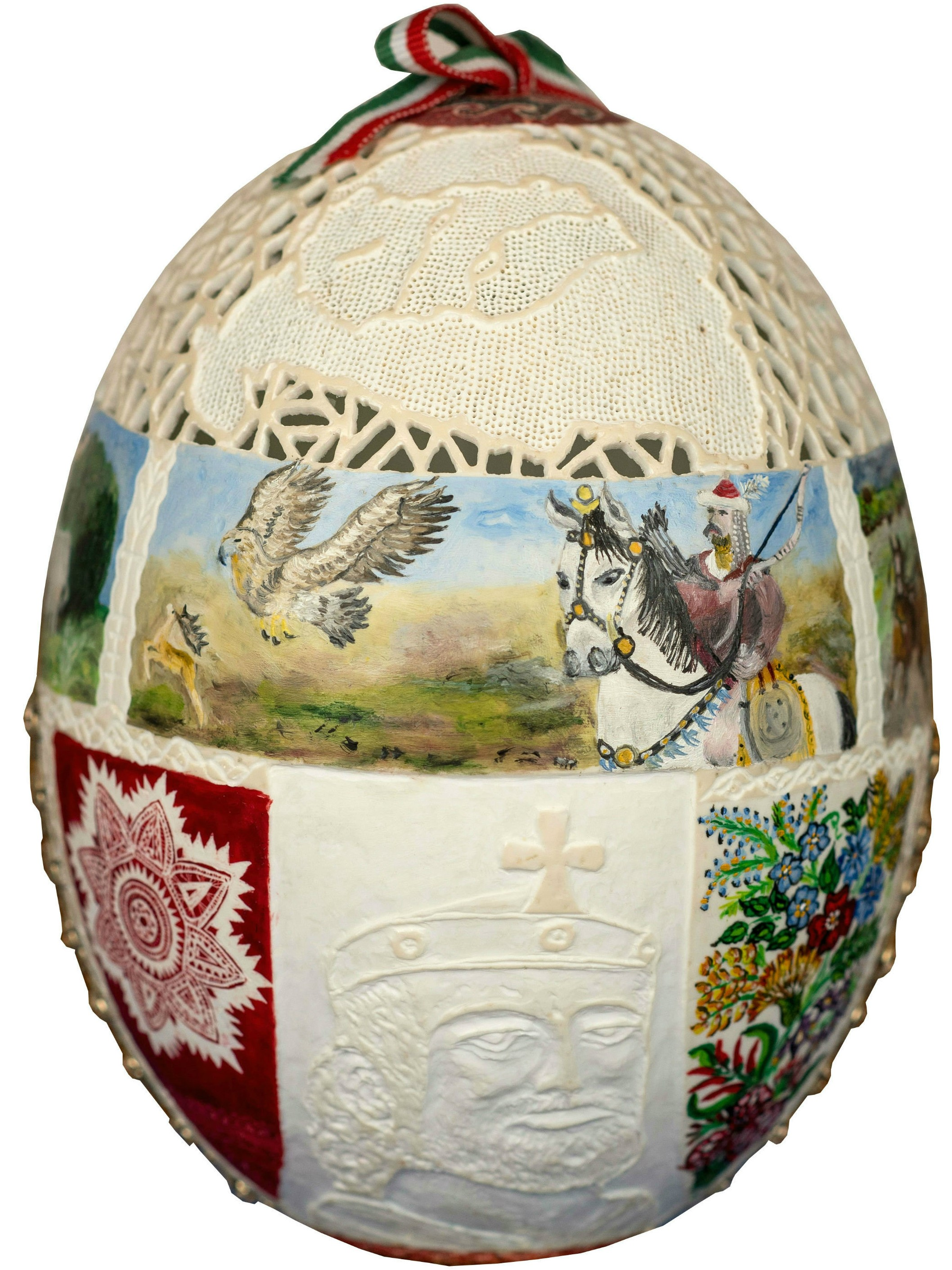
A Magyar Nemzet Tojása

### A Magyar Nemzet Tojása
Strucctojásra, 11 díszítési technikával (festéssel, viaszolással, karcolással, faragással, batikolással, pontozással, patkolással stb.), 79 mintával, magyaros motívumok, hungarikumok (halasi csipke, matyó- és kalocsai minta stb.) felhasználásával, Szent István király halálának 980. évfordulójára, 2018-ban készült el.
A tojáson látható motívumok, képek és jelek Magyarország történelmének egy-egy jeles eseményét, vagy jelképét örökítik meg. 
Láthatóak rajta például a koronázási jelvények, a turulmadár, a honfoglalás, a vérszerződés, a trianoni békeszerződés, a Nagyboldogasszony, valamint 16 aranypatkó is.
A munka több mint egy évig tartott, a motívumok felrakása ebből négy hónapot vett igénybe.

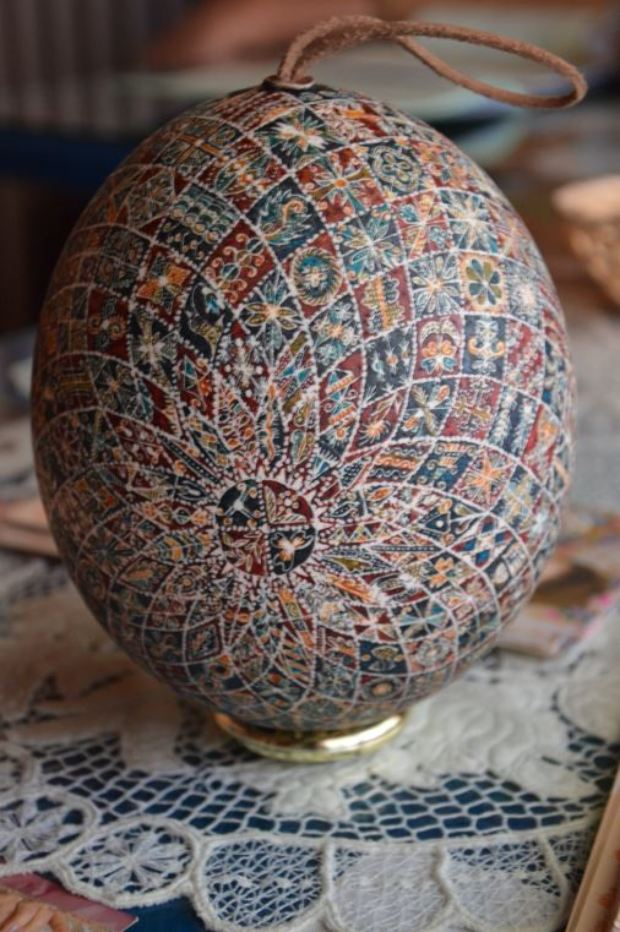
A Beszélő tojás

### A Beszélő tojás
A magyar hagyományokhoz hűen viaszolt technikával készült, 348 őseink által használt és a népművészetünkben is alkalmazott motívum látható rajta (csillagos, rúzsás, kecskekörmös, kakastaréjos, keresztes, hóvirágos, gereblés, táltos létra, tulipán, háromszögű, fenyőágas, nyuszifüles, Mária tenere, cserelapi stb.), melyeket 13 000 apró, magokat jelképező pont választ el egymástól.
Az alkotás 2019-ben, hét hónap alatt,
egy 49 x 44 cm nagyságú strucctojásra készült el.
A tojáson lévő jelek megértésére az alkotó készített egy harminc oldalas, rajzokkal ellátott leírást is, melyben a jelek magyarázata található.

### Világunk tojása

Világunk tojása

Strucctojásra, két díszítési technikával, festéssel és maratással 100 mintával készült, melyek ellipszis formában vannak elhelyezve a Föld mozgását jelképezve.
40 híres ember, például Albert Einstein, Thomas Alva Edison, Marie Curie, Semmelweis Ignác, Teller Ede, Isaac Newton, Stephen Hawking, Leonardo da Vinci, Nikola Tesla, Wolfgang Amadeus Mozart,
Mohandász Karamcsand Gandhi, Kalkuttai Szent Teréz, Jurij Alekszejevics Gagarin, Jézus, Pelé stb. látható az alkotáson.
A 40 híres ember közül négy ma is élő, például Bill Gates, Oprah Winfrey és négy magyar ember is megtalálható a motívumok között, köztük maga a művész, Zsigóné Kati monogramja is.
14 híres építmény, például a gízai piramisok, a kínai nagy fal, A Megváltó Krisztus szobra Rio de Janeiroból, a Tádzs Mahal, a húsvét-szigeti Moai kőszobrok, Petra romváros stb. 30, az emberek életében jelentős dolog, például béke, DNS, idő, írás, család, számok, film, repülés, gyógyítás, idő stb. és a 14 legnagyobb vallás. 16 aranyba foglalt
gyémántkő is helyet kapott a tojás felületén, a készítő ezekkel jelölte a Naprendszer bolygóit és a Föld kontinenseit.
Mivel az emberekhez nemcsak jó, hanem rossz dolgok is kötődnek, így nemcsak pozitív, hanem negatív dolgok is megjelennek a világunk tojásán, például járvány, háború, terrorizmus, éhezés, természeti katasztrófa, környezetszennyezés.
A tojás díszítésén a művész 3 évig dolgozott, ebből a kézműves munka körülbelül 6 hónap volt, a többi idő az anyaggyűjtéssel, feldolgozással, rendszerezéssel telt. Olyan motívumokat keresett, melyek a legjobban tükrözik az emberiséget, melyek a legérdekesebbek,
legkiemelkedőbbek. A világon bárki nézi, mindenki találjon rajta legalább egy olyan dolgot, amit ő is ismer. A mű üzenet minden ember számára, az egymás iránti szeretetre, és bolygónk védelmének fontosságára hívja fel a figyelmet.
A díszített tojás bemutatására 2023. március 7-én került sor.

## Díjai
- 1995 Népi Iparművész cím[31]
- 2004  A „Nap emberei” kitüntetés[57]
- 2009 Dubajban a világ 5 legjobb tojásdíszítője közé választották, Európában pedig a legjobbnak[58]

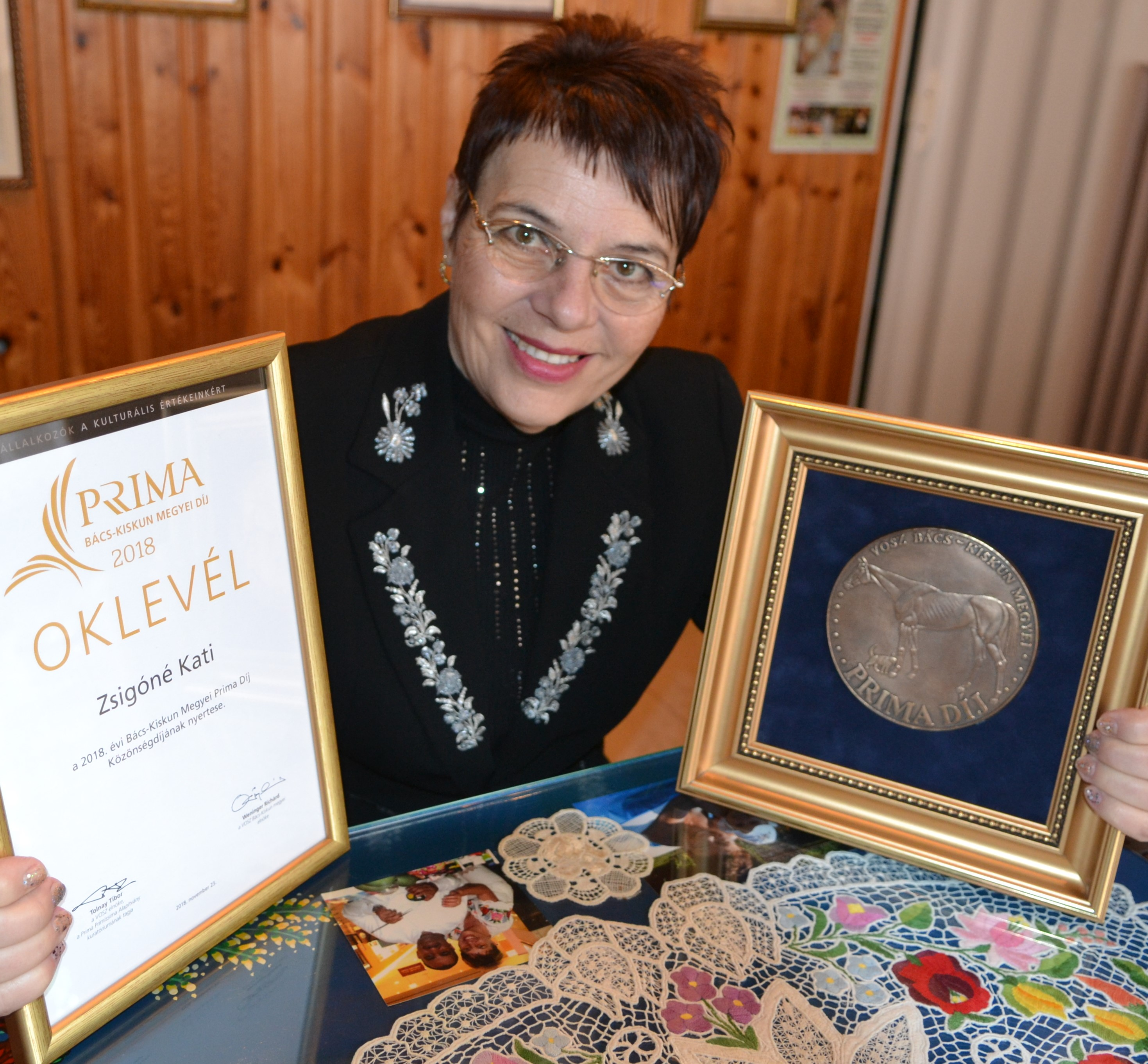

- 2011 Öt nyelven – 24 karátos arannyal futtatott lemezre portréfilm készült vele, melynek címe A Tojásdíszítés Királynője, alcíme A boldogságról és művészetről[59]
- 2017 A British Enciklopédia tagjává választotta[58][60]
- 2018 Kecskemét Mestere díj[24]
- 2018 A Magyar népművészet és közművelődés kategória győztese[61]
- 2018 Príma Díj[24][62]
- 2018 Munkásságát Nemzeti Értéknek nyilvánították[61]
- 2019 Harmónia-díj[63][64]
- 2021 Vitézi Rend Lovagkeresztje (a Vitézi Rend és a magyarság érdekében kifejtett odaadó munkájáért, nemzetünk jó hírnevének terjesztéséért)[65][66][67]
- 2021 Kárpát-medencei Vitézi Rend vitézi kardos nagy jelvénye[66][67][68]
- 2021 Nemzeti Önazonosságunk Védelmezője cím[66][67][68]
- 2023 Bács-Kiskun Vármegye Kultúrájáért Díj[69][70][71]
- 2023 Magyar Bronz Érdemkereszt polgári tagozat kitüntetés[72][73][74]
- 2024 A Magyar Művészeti Akadémia tagjává választotta, mint a "A magyar művészeti és kulturális élet jeles képviselőjét."[75]

## Könyvei
- Készítsünk együtt hímes tojást! (1999)[76][77]
- Készítsünk együtt hímes tojást! Német fordításban is megjelent.[5]
- Tojásdíszítés mesterfokon (2002)[76][78][79]

## Kiállításai
Magyarországon a Dán Kulturális Intézetben és Herenden (a herendi porcelánokkal együtt) voltak az alkotásai kiállítva, valamint Dubajban és Brüsszelben is.
2014-ben otthonában létrehozta saját hímes tojás kiállítását, melyet a hazai és külföldi csoportok egyaránt látogatnak. A kiállítás mellett ötféle programból is választhatnak az érdeklődők.